# 科爾德斯普林鎮區 (密蘇里州費爾普斯縣)
科爾德斯普林鎮區（英語：Cold Spring Township）是位於美國密蘇里州費爾普斯縣的一個行政鎮區。

## 地方資料
科爾德斯普林鎮區的面積為190.30平方千米，當中陸地面積為189.98平方千米，而水域面積為0.32平方千米。根據2020年美國人口普查的數據，當地共有人口2234人，而人口密度為每平方千米11.74人。